# 父子 (電影)
《父子》是香港新浪潮導演譚家明2006年的電影作品，在馬來西亞拍攝，主演郭富城、楊采妮和吳澋滔。

## 劇情
在馬來西亞的一個華人社區裏，伴隨着一串年輕稚嫩的歌聲，小男孩阿寶夢見爸爸騎着自行車載着他穿過田野。但很快車翻了，兩人摔入草叢，美夢也醒了。這個未完成的夢似乎預示了阿寶的生命中即將發生的不幸。
阿寶的母親阿蓮在婚姻中卻又是個不快樂的女人，她和周長勝是一對相愛卻不懂得相處的夫妻，事實上，阿蓮很早便想離開脾氣暴躁、好賭成性的丈夫，只因兒子阿寶夾在中間，才勉為其難地同住一屋，如履薄冰地維繫着一觸即發的家變，阿蓮為此無法忍受，終於，在經歷了痛苦的抉擇之後，阿蓮實施了自己的逃跑計劃，然而卻被及時向父親通風報信的阿寶破壞了，盛怒的丈夫把她扣留了下來。為了挽救夫妻間已經破裂的感情，周長勝一廂情願地安排全家去坐油輪度假，誰知，早已對丈夫心灰意冷的阿蓮卻因此趁機逮到了第二次離家出走的好機會，從此消失在了父子的生活中。
母親的出走令阿寶和父親之間漸漸產生了一種封閉、殘酷的共生情感，也讓父親更加暴躁不安。窮困潦倒之餘，父親周長勝又遭到了高利貸追債，父子倆只得逃至一所廉價的旅店。夜深人靜，連番失意的周長勝竟然想拋下阿寶獨自逃走，可是他還沒離開，就已經被前來追債的高利貸打斷了腿。
無助沮喪的阿寶幾經周折，找到了阿蓮，可看到媽媽如今的幸福生活，又得知媽媽懷孕的消息，弱小而懵懂的他隱隱地意識到，自己唯一的親人是阿勝，所以他必須折回去找父親；回到旅店，暴戾的周長勝劈頭就給了阿寶一巴掌，原始而純樸的親情再次被扭曲，渴望而陌生的親情再次在阿寶心裏支離破碎。從此，阿寶在恐懼與失望中艱難度日。長時間的生活拮据，再加上年幼的他尚無是非觀、榮辱觀，阿寶在同學家玩時，順手牽羊地拿走了一塊珍貴的手錶。對此，周長勝勝並沒有嚴厲地斥責他、教育他，反而在最艱苦的關頭，將手錶抵還了房租，一旁的阿寶將這一切都看在了眼裏，於是父子二人踏上了逃亡之路。
傷殘的周長勝沒有賺錢能力，手錶的甜頭竟惡化了周長勝的不勞而獲之心，他開始一再地逼迫小小年紀的阿寶去借錢，甚至偷竊。無知的阿寶卻深深地感受到了害怕，但礙於父親的無理蠻橫與軟硬兼施，阿寶一次又一次鋌而走險；父親的暴戾、親情的模糊，再一次強加在阿寶的心上。在一次偷竊行動時，阿寶失手遭到失主逮住並毒打，為人之父的周長勝眼睜睜看着警察出現，最後阿寶被送入了看守所，他更是倉皇而逃。
父子再次相見已是10年後，在看守所裏，愧疚的周長勝不知所措地想向兒子道歉，希望得到兒子的諒解，但阿寶卻當場歇斯底里，狠狠咬了周長勝的耳朵，周長勝落寞地離開，想起阿寶流著淚的哭罵，不禁痛哭失聲。
數年後，阿寶出獄，回家鄉探望，雖得知父親周長勝消息，卻無意介入他的新生活，阿寶偶然在河邊看到父親背影，百感交集，景物依舊，人事已非。

## 角色
| 演員   | 角色                                                      |
| 郭富城 | 周長勝，厨师，阿蓮的首位丈夫/阿蓮的第二任丈夫；郭分饰两角 |
| 楊采妮 | 阿蓮，离开周長勝后与另一男子结婚                          |
| 吳澋滔 | 阿寶/周乐园，周長勝与阿蓮之子                             |
| 林熙蕾 | 妓女                                                      |
| 秦海璐 | 霞姐，阿蓮的闺蜜                                          |
| 許茹芸 | 阿蓮的邻居兼好友                                          |
| 徐天佑 | 青年时期的周乐园                                          |
| 林依輪 | 一患病男孩的父亲                                          |
| 秦昊   | 小学生巴士司机                                            |

## 各地電影分級制度
| 國家／地區 | 級別 |
| ---------- | ---- |
| 香港       | IIB  |
| 台灣       | 輔   |
| 新加坡     | M18  |
| 馬來西亞   | U    |

## 獎項
| 頒獎典禮                   | 獎項             | 名字                    | 結果 |
| -------------------------- | ---------------- | ----------------------- | ---- |
| 第43屆金馬獎               | 最佳劇情片       | 父子                    | 獲獎 |
| 第43屆金馬獎               | 最佳男主角       | 郭富城                  | 獲獎 |
| 第43屆金馬獎               | 最佳男配角       | 吳澋滔                  | 獲獎 |
| 第43屆金馬獎               | 最佳新演員       | 吳澋滔                  | 提名 |
| 第43屆金馬獎               | 最佳原著劇本     | 譚家明、田開良          | 提名 |
| 第43屆金馬獎               | 最佳攝影         | 李屏賓                  | 提名 |
| 第43屆金馬獎               | 最佳造型設計     | 杜敘中                  | 提名 |
| 第43屆金馬獎               | 觀眾票選最佳影片 | 父子                    | 提名 |
| 第13屆香港電影評論學會大獎 | 最佳導演         | 譚家明                  | 提名 |
| 第13屆香港電影評論學會大獎 | 最佳女演員       | 秦海璐                  | 提名 |
| 第13屆香港電影評論學會大獎 | 推薦電影         | 父子                    | 獲獎 |
| 第1屆亞洲電影大獎          | 最佳美術指導     | 譚家明、何劍雄          | 提名 |
| 第1屆亞洲電影大獎          | 最佳剪接         | 譚家明                  | 提名 |
| 第26屆香港電影金像獎       | 最佳電影         | 父子                    | 獲獎 |
| 第26屆香港電影金像獎       | 最佳導演         | 譚家明                  | 獲獎 |
| 第26屆香港電影金像獎       | 最佳編劇         | 譚家明、田開良          | 獲獎 |
| 第26屆香港電影金像獎       | 最佳男主角       | 郭富城                  | 提名 |
| 第26屆香港電影金像獎       | 最佳男配角       | 吳澋滔                  | 獲獎 |
| 第26屆香港電影金像獎       | 最佳女配角       | 林熙蕾                  | 提名 |
| 第26屆香港電影金像獎       | 最佳新演員       | 吳澋滔                  | 獲獎 |
| 第26屆香港電影金像獎       | 最佳攝影         | 李屏賓                  | 提名 |
| 第26屆香港電影金像獎       | 最佳剪接         | 譚家明                  | 提名 |
| 第26屆香港電影金像獎       | 最佳美術指導     | 何劍雄、譚家明          | 提名 |
| 第12屆香港電影金紫荊獎     | 最佳影片         | 父子                    | 獲獎 |
| 第12屆香港電影金紫荊獎     | 最佳導演         | 譚家明                  | 提名 |
| 第12屆香港電影金紫荊獎     | 最佳男主角       | 郭富城                  | 提名 |
| 第12屆香港電影金紫荊獎     | 最佳男配角       | 吳澋滔                  | 獲獎 |
| 第12屆香港電影金紫荊獎     | 最佳女配角       | 林熙蕾                  | 提名 |
| 第12屆香港電影金紫荊獎     | 最佳新演員       | 吳澋滔                  | 獲獎 |
| 第12屆香港電影金紫荊獎     | 最佳編劇         | 譚家明、田開良          | 獲獎 |
| 第12屆香港電影金紫荊獎     | 最佳剪接         | 譚家明                  | 獲獎 |
| 第12屆香港電影金紫荊獎     | 最佳電影音樂     | Robert Jay Ellis Geiger | 提名 |

## 外部連結
- 金馬影展官方網站
- 第二十六屆香港電影金像獎官方網站 （页面存档备份，存于）
- 郭富城官方網站 （页面存档备份，存于）
- Yahoo奇摩電影上《父子》的資料（繁體中文）
- 開眼電影網上《父子》的資料（繁體中文）
- 香港影庫上《父子》的資料（繁體中文）
- 时光网上《父子》的資料（简体中文）
- 豆瓣电影上《父子》的資料 （简体中文）
- 爛番茄上《父子》的資料（英文）
- AllMovie上《父子》的资料（英文）
- 互联网电影数据库（IMDb）上《父子》的资料（英文）